# Glenea stellatoides
Glenea stellatoides là một loài bọ cánh cứng trong họ Cerambycidae.